# Bahçeşehir Koleji Spor Kulübü
Il Bahçeşehir Koleji Spor Kulübü, noto anche come Bahçeşehir Basketball, è un club di pallacanestro turco con sede a Istanbul, in Turchia. Il club partecipa alla Turkish Basketball League. Il club fa parte del Bahçeşehir Koleji, una scuola privata con sede a Istanbul.

## Storia
Nella stagione 2017–18, il Bahçeşehir raggiunge le finali della Türkiye 1. Basketbol Ligi per la prima volta. Il 13 luglio 2018, il Bahçeşehir ha ricevuto il posto vacante nel massimo campionato turco, la Basketbol Süper Ligi, dopo il ritiro dell'Eskişehir Basket Spor Kulübü. Questo segna la prima apparizione del club nel campionato di primo livello.

## Roster 2021-2022
Aggiornato al 22 gennaio 2022.
|    | Naz.                   | Ruolo | Sportivo          | Anno | Alt. | Peso |  |
| -- | ---------------------- | ----- | ----------------- | ---- | ---- | ---- |  |
| 1  | Stati Uniti (bandiera) | AP    | Jamal Jones       | 1993 | 203  | 89   |  |
| 2  | Stati Uniti (bandiera) | P     | Langston Hall     | 1991 | 193  | 82   |  |
| 3  | Turchia (bandiera)     | P     | Kartal Özmızrak   | 1995 | 188  | 74   |  |
| 4  | Turchia (bandiera)     | P     | Emir Gökalp       | 1995 | 185  | 78   |  |
| 5  | Turchia (bandiera)     | G     | Muhammed Baygül   | 1992 | 191  | 84   |  |
| 7  | Turchia (bandiera)     | P     | Ata Ülkü Özben    | 2002 | 195  |      |  |
| 8  | Turchia (bandiera)     | AG    | Hadi Özdemir      | 1983 | 202  | 111  |  |
| 10 | Turchia (bandiera)     | AP    | Ali Yüceoral      | 2002 | 203  | 95   |  |
| 12 | Turchia (bandiera)     | C     | Ahmet Safa Yılmaz | 2001 | 206  |      |  |
| 15 | Stati Uniti (bandiera) | G     | Jamar Smith       | 1987 | 191  | 84   |  |
| 17 | Stati Uniti (bandiera) | AG    | Sam Dekker        | 1994 | 203  | 99   |  |
| 21 | Turchia (bandiera)     | C     | Oğuz Savaş        | 1987 | 211  | 132  |  |
| 23 | Stati Uniti (bandiera) | C     | Richard Solomon   | 1992 | 211  | 107  |  |
| 32 | Turchia (bandiera)     | AG    | Berkay Candan     | 1993 | 205  | 101  |  |
| 33 | Turchia (bandiera)     | AP    | Erkan Yılmaz      | 1997 | 192  | 91   |  |

### Staff tecnico
| Allenatore: | Erhan Ernak                |
| Assistenti: | Sinan Atalay, Ender Arslan |

## Palmarès

### Competizioni internazionali
- FIBA Europe Cup: 1

2021-2022